# Karel Kryl

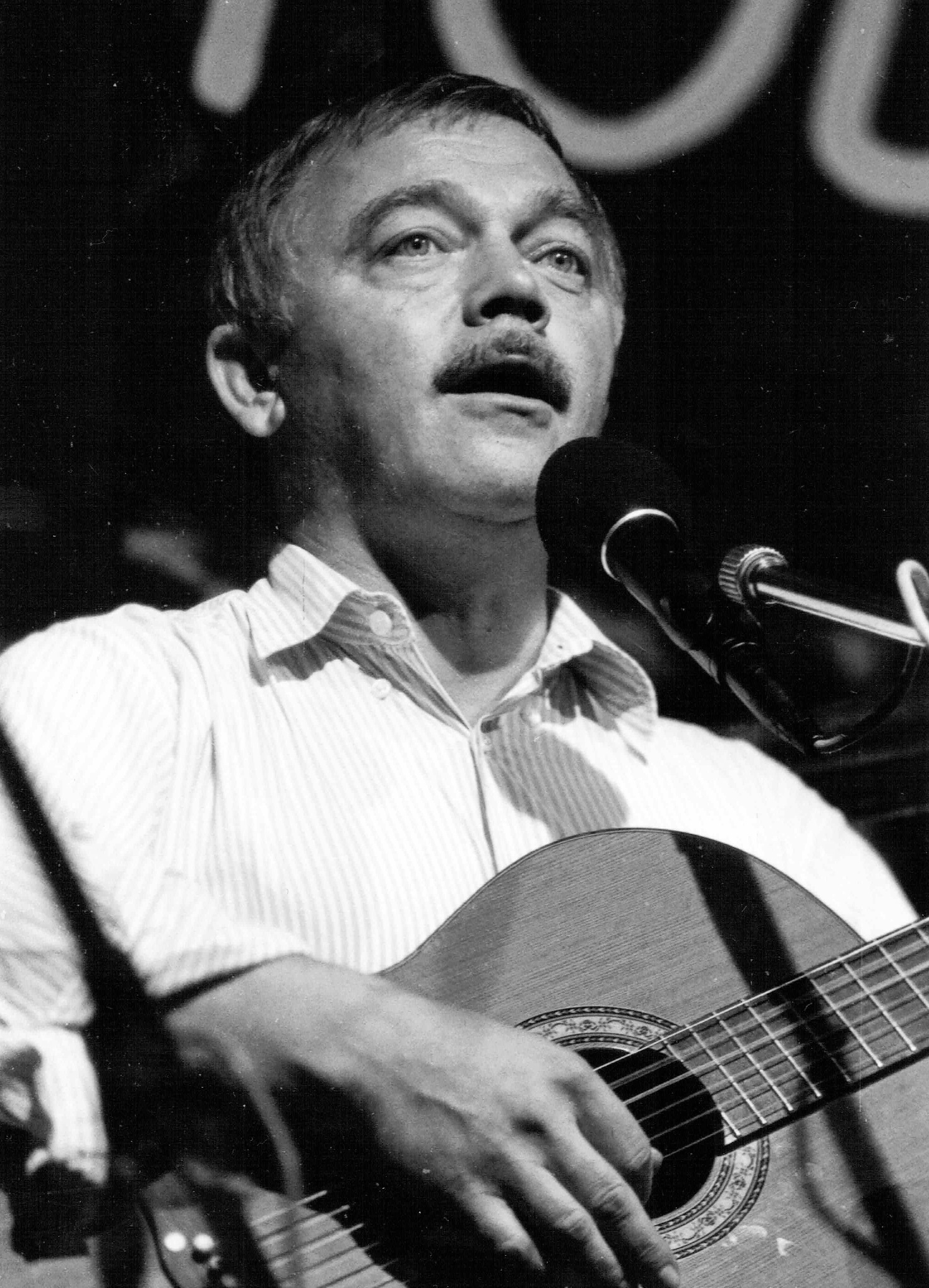
Karel Kryl

Karel Kryl (* 12. April 1944 in Kroměříž; † 3. März 1994 in München) war ein tschechischer Liedermacher und Dichter.

## Leben
Er stammte aus einer Buchdrucker-Familie. In den 1950er Jahren wurde der Familienbetrieb von den Kommunisten liquidiert. Kryls Berufswunsch war es, Töpfer zu werden, wie sein Urgroßvater. Doch bald entdeckt er seine Liebe zur Poesie und Musik. 1968 wurde er mit seinen Protestsongs über Nacht berühmt und vom kommunistischen Regime verfolgt. 1969 emigrierte Kryl nach München. Alle seine späteren Werke erschienen im Exil. Er arbeitete zunächst als freier Redakteur für den Sender Radio Free Europe und wurde dann 1983 dort fest angestellt. Nach der samtenen Revolution kehrte er im November 1989 für eine kurze Zeit in seine Heimat zurück.

## Person
Kryl wurde oft auch der Dichter mit Gitarre genannt. Er gehörte zu den bedeutendsten tschechischen Vertretern der Protestsong-Generation in den Jahren 1968 bis 1989. Am 3. März 1994, gerade einen Monat vor seinem 50. Geburtstag, starb Kryl an einem Herzanfall in einem Münchner Spital.

## Werke
Seine selbstkomponierten Lieder waren nicht nur kurze, schlagkräftige Pamphlete, sondern auch poetische, melancholische Musikstücke. Sein erstes mit der Band The Bluesmen aufgenommenes Stück war Nevidomá dívka (Blindes Mädchen) (1968). Seine erste eigene Langspielplatte erschien ein halbes Jahr nach der Invasion der Armeen des Warschauer Paktes in der Tschechoslowakei. Das Titellied, mit dem er auf Anhieb berühmt wurde, Bratříčku, zavírej vrátka (Brüderchen, schließ die Türchen) entstand spontan in der Nacht nach dem Einmarsch.
2004 erschien von Daniel Landa ein Album zum Konzert mit dem Titel „Večer s písní Karla Kryla pro český národ“ „Ein Abend mit Liedern Karel Kryls für die tschechische Nation“ mit Coverversionen, die seitdem in Landas Konzertprogramm und häufiger im tschechischen Radioprogramm gespielt werden.

## Auszeichnungen
Kryl erhielt 1994 für seinen Beitrag „der Entfaltung der geistlichen und moralischen Unterstützung der Nation“ in memoriam die silberne Gedenkmedaille der Karls-Universität. 1995 wurde er mit dem František-Kriegel-Preis, dem tschechischen Grammy Síň slávy und durch den Präsidenten Václav Havel mit der Verdienstmedaille des II. Grades geehrt.

## Biographie
- Václav Maidl: Karel Kryl – kein Sänger mit nur einer Saite

## Liedertexte
- Karel Kryl: Lieder und Gedichte